# 哈氏擬四眼鱂
哈氏擬四眼鱂，為輻鰭魚綱鯉齒目鰕鱂亞目鰕鱂科的其中一種，為熱帶淡水魚，分布於南美洲千里達、委內瑞拉與哥倫比亞東部淡水流域，體長可達10公分，棲息在溪流、沼澤、水塘底中層水域，以昆蟲等為食，生活習性不明，可做為食用魚及觀賞魚。

## 擴展閱讀
維基物種上的相關：哈氏擬四眼鱂